# إيبرهارد ملشيور
إيبرهارد ملشيور (بالألمانية: Eberhard Melchior)‏ هو رياضياتي ألماني، (ولد في درسدن في ألمانيا 1912 – 1956 م).